# Oskar Merté
Oskar Merté (* 23. Oktober 1872 in München; † 23. Juni 1938 in Bad Aibling) war ein deutscher Maler, Zeichner und Illustrator.

## Leben

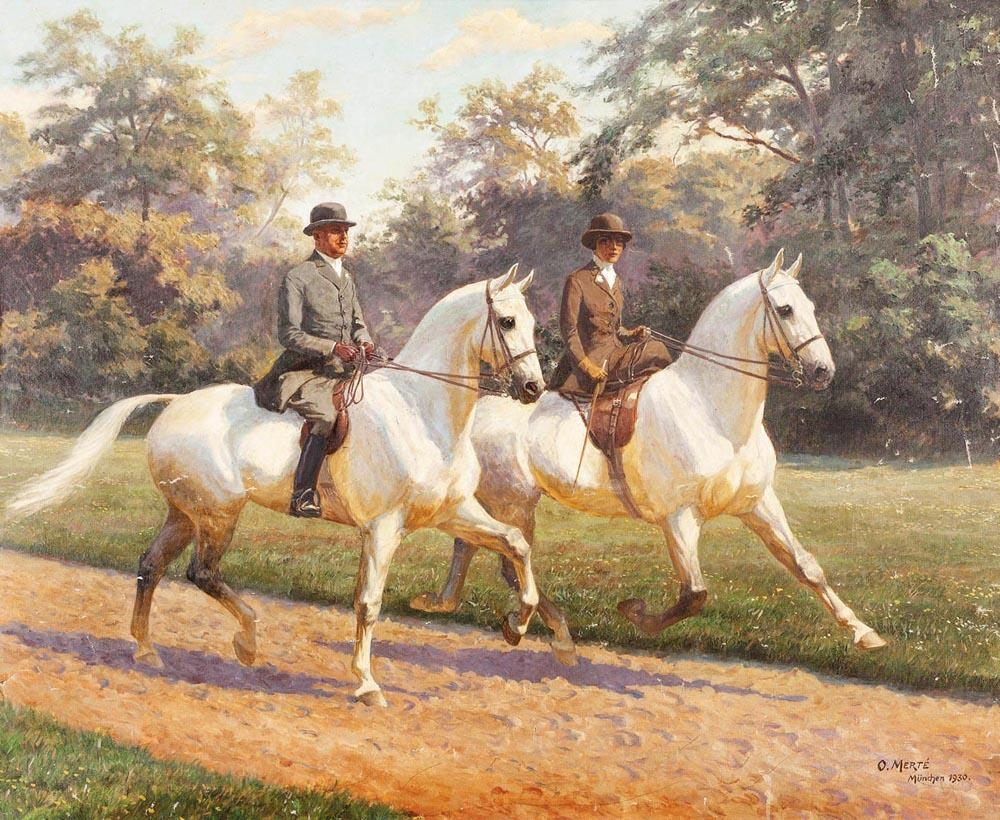
Reiterszene

Oskar Merté wurde in München geboren als Sohn der beiden Kunstmaler Heinrich Merté (1838–1917) und Emilie Merté. Er studierte von 1884 bis zum 29. April 1891 Malerei an der Königlichen Akademie der Künste in München bei Karl Raupp.
Oskar Merté war über viele Jahre Mitarbeiter der „Fliegenden Blätter“ und der „Deutschen Kavalleriezeitung“. Er beschäftigte sich hauptsächlich mit der Schlachten- und Pferdemalerei.
Er wurde Schüler und Mitarbeiter des Schlachtenmalers Franz Alexejewitsch Roubaud, unter dessen Leitung Oskar Merté, Leopold Schönchen und Karl H. Frosch von 1901 bis 1904 das 115 Meter lange und 14 Meter hohe Schlachtenpanorama von Sewastopol und von 1911 bis 1912 das Panorama Schlacht von Borodino schufen.
Merté illustrierte meistens Jugendbücher mit den Geschichten aus dem Soldatenleben. Viele seiner Werke erschienen in Form von Postkarten.

## Illustrierte Werke (Auswahl)
- Adalbert Linsmayer: Der kleine Kanonier. Barbara-Verlag, München 1928.
- August Niemann: Helmut der Patrouillenreiter. Otto Spamer Verlag, Leipzig 1909.